# Kościół św. Jakuba i św. Mikołaja w Chełmnie
Kościół pod wezwaniem św. Jakuba i św. Mikołaja w Chełmnie tzw. Gimnazjalny, to dawny kościół franciszkański, położony w zachodniej części chełmińskiego starego miasta, w bloku ograniczonym ulicami Biskupią, Franciszkańską, Dominikańską i Klasztorną. Obecnie jest to kościół filialny w parafii Wniebowzięcia NMP.

## Historia i architektura
Kościół został wzniesiony w stylu gotyckim, z cegły. Obecne prezbiterium zbudowano po 1326 na miejscu poprzedniego, korpus zaczęto budować w trzeciej ćwierci XIII w., ukończono w pierwszej ćwierci XIV w. W trzeciej ćwierci XIV w. sklepiono wnętrza.

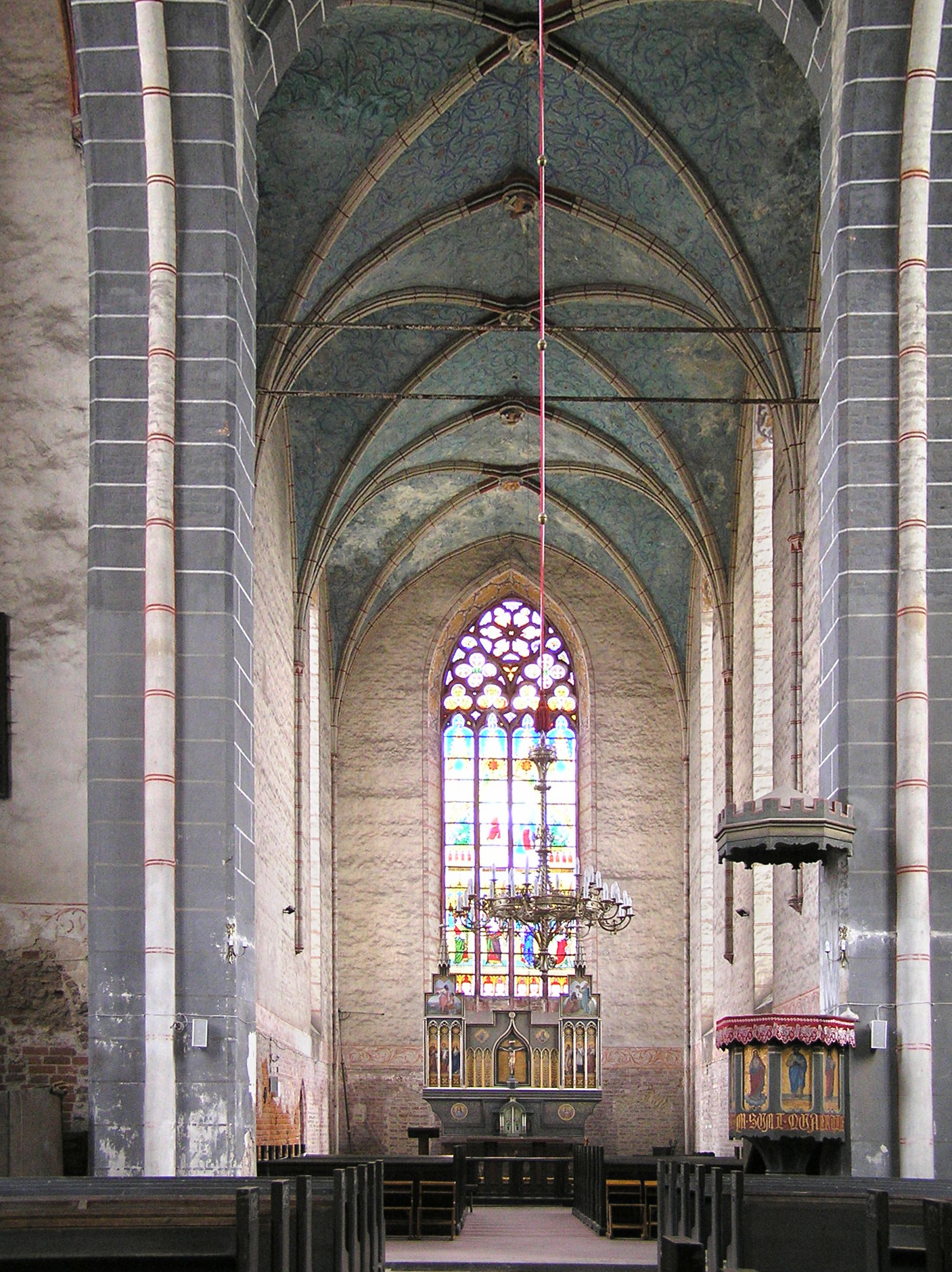
Wnętrze - widok prezbiterium

Prezbiterium jest prostokątne, trójprzęsłowe, ma sklepienie krzyżowo-żebrowe, korpus trójnawowy, trójprzęsłowy w układzie pseudobazylikowym o wąskich nawach bocznych, ze sklepieniami gwiaździstymi (w nawie głównej ośmio-, w bocznych czteroramiennymi). Przy zetknięciu prezbiterium z korpusem, od południa przylega do kościoła smukła wieża, do wysokości korony murów kościoła czworoboczna, wyżej ośmioboczna. Od północy do kościoła przylegały niezachowane zabudowania klasztorne.

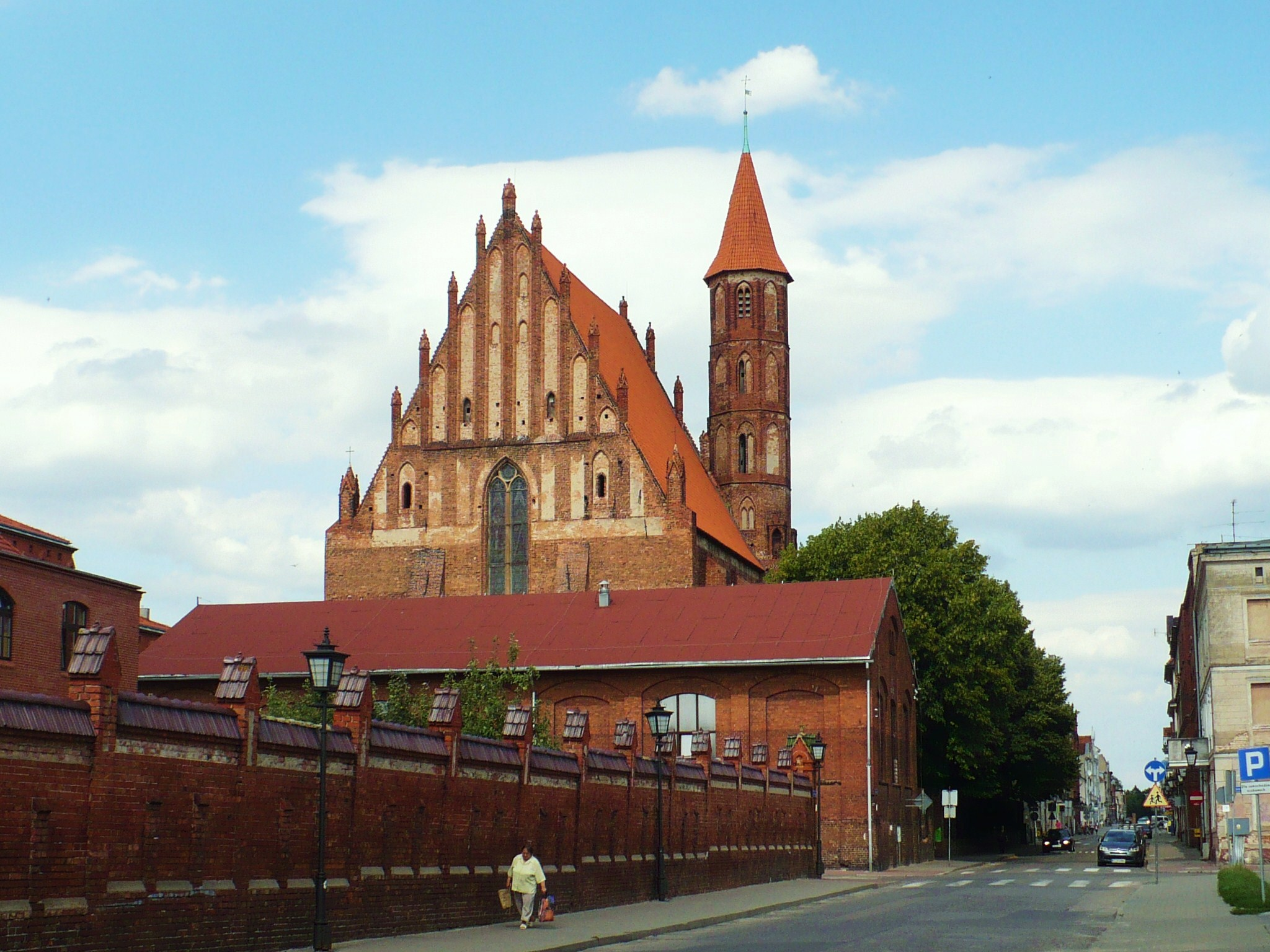
Widok na kościół od strony ulicy Biskupiej. Na pierwszym planie mur ogrodu zakonnego sióstr miłosierdzia.

W 1806 nastąpiła kasata klasztoru. Bogate niegdyś wyposażenie wnętrza zostało przeniesione do innych kościołów (m.in. do Kijewa i Lisewa), rozebrano budynki klasztorne i zburzono barokową kaplicę z 1751 r. W latach 1822–1828, kościół był przejściowo pod opieką Sióstr Miłosierdzia, które następnie przeniosły się do dawnego zespołu klasztornego pobenedyktyńskiego. Przez kolejne lata kościół stał opuszczony aż do 1866 roku kiedy to stał się świątynią szkolną chełmińskiego gimnazjum, wybudowanego w miejscu rozebranego klasztoru. Wtedy to przeprowadzono pierwsze prace restauracyjne. W latach 1908–1910 przeprowadzono generalny remont który w czasie którego kościół zyskał zachowane do dziś wyposażenie wnętrz, główny ołtarz, ambonę, ławki, organy a sklepienia i ściany pokryto widocznymi do dziś dekoracjami. We wschodnim oknie prezbiterium znajduje się neogotycki witraż, ufundowany w 1867 r. przez Wojciecha Łożyńskiego, dyrektora gimnazjum. Najcenniejszym elementem architektonicznym świątyni są gotyckie zworniki znajdujące się na sklepieniu.

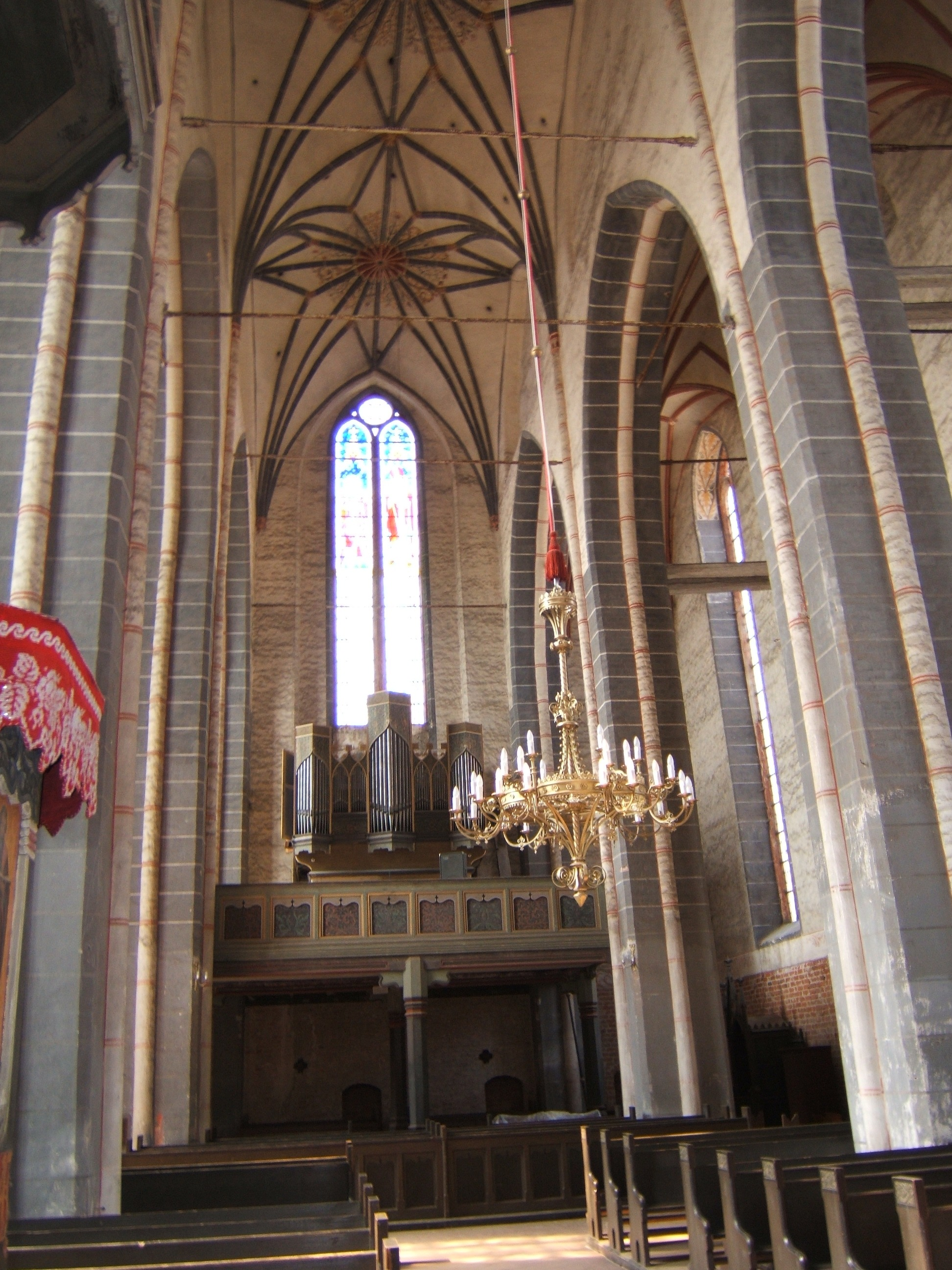
Widok wnętrza kościoła wraz z chórem i drzwiami wejściowymi (po lewej stronie).

W pobliskim kościele klasztornym śś. Jana Chrzciciela i Ewangelisty znajduje się część wyposażenia tej świątyni m.in. Figura Chrystusa w grobie o ruchomych ramionach z XIV w, relikwie bł. Jana Łobdowczyka i obraz św. Antoniego, niegdyś otaczany kultem.